# Harald Grohs
Harald „Nippel“ Grohs (* 28. Januar 1944 in Essen) ist ein deutscher Automobilrennfahrer und Teamchef.

## Karriere als Rennfahrer
Harald Grohs’ Karriere als Rennfahrer begann 1973, als er seine ersten Rennen mit einem Porsche 911 T fuhr. Er startete bei zehn Rennen der Deutschen Rundstrecken-Meisterschaft, von denen er vier Rennen gewinnen konnte. Nach diesem ungewöhnlichen Erfolg durfte Grohs zwei Rennen auf einem BMW CSL für das Faltz-Team bestreiten, die er beide gewann. Wegen dieser außergewöhnlichen Debütsaison stellte ihm 1974 Heribert Küke, ein 2019 verstorbener Spediteur und Auto-Restaurator aus Grohs’ Heimat einen Renault R5 und den dazu passenden Transporter für den R5-Pokal zur Verfügung. Er erreichte mit sechs Siegen den zweiten Platz in der Gesamtwertung. Daraufhin ermöglichte ihm Jochen Neerpasch, damaliger BMW-Rennleiter, zwei Gaststarts in der amerikanischen IMSA-Serie. Nach dem ersten Rennen wurde ein mündlicher Vertrag für das Jahr 1975 geschlossen. 1975 gewann er sein erstes Rennen in der Deutschen Rennsport-Meisterschaft auf dem Nürburgring. Beim folgenden Rennen allerdings überschlug sich sein BMW im Bereich der Hohen Acht auf der Nordschleife, Grohs blieb jedoch unverletzt. Am Ende desselben Jahres gewann er mit Jody Scheckter in Südafrika das 9-Stunden-Rennen von Kyalami. Dies war sein erster internationaler Erfolg.
Bereits seine erste Saison in der Deutschen Rennsport-Meisterschaft 1977 konnte Grohs als Fünfter der Division 2 in einem BMW 320 für das BMW-Junior-Team abschließen.

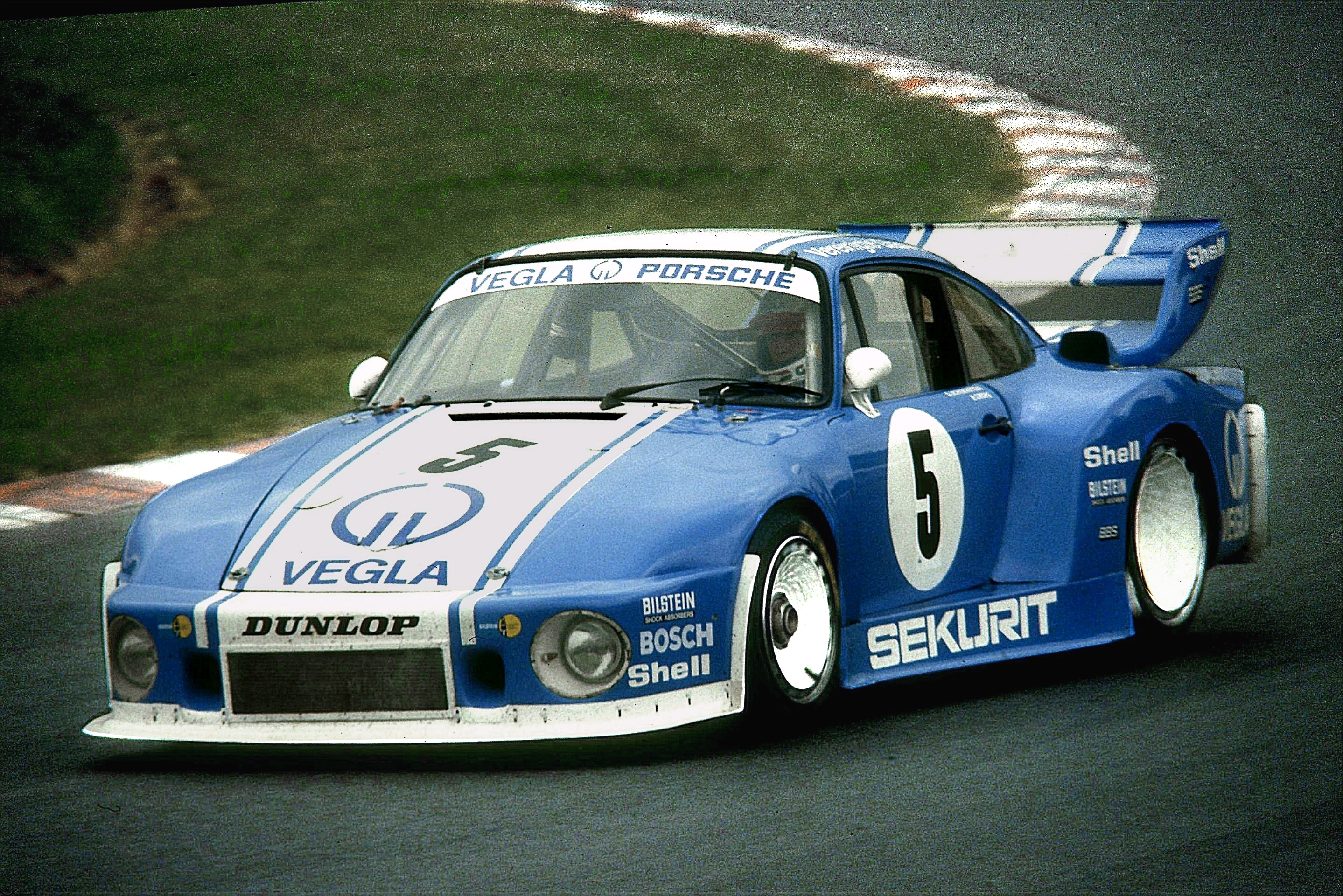
Harald Grohs 1980 im Porsche 935 beim Training zum 1000-km-Rennen auf dem Nürburgring

Grohs’ BMW 635 CSi von 1984

Grohs’ BMW 635 CSi von 1985

Ab 1984 startete Grohs in der neu gegründeten Deutschen Tourenwagen-Meisterschaft. In einem BMW 635 CSi vom Team Vogelsang Valier konnte er das erste Rennen in Zolder gewinnen. Auch das zweite Rennen gewann Grohs, wurde aber nach dem Rennen wegen eines zu großen Ventilhubs disqualifiziert, was ihn am Ende den Titel kostete. Trotz vier Saisonsiegen musste er sich in der Gesamtwertung dem sieglosen Volker Strycek und auch Olaf Manthey geschlagen geben und wurde dritter. Auch 1985 wurde Grohs dritter der Meisterschaft, dieses Mal mit dem Team Obermeier Racing. 1986 wechselte Grohs den Hersteller und fuhr einen Ford Sierra XR4 Ti von HWRT. Die Saison entwickelte sich zum Desaster; nur in seinem letzten Saisonrennen sah Grohs überhaupt die Zielflagge und holte mit Platz zwölf die einzigen sieben Punkte. 1987 kam Grohs zurück zu BMW und gewann auf Anhieb das erste Rennen der Saison. Mit dem Valier-M3 gewann er zwei Rennen und holte den fünften Platz der Meisterschaft. 1988 konnte der M3 von Valier nur Resultate im vorderen Mittelfeld erzielen. Die DTM wurde mehr und mehr von den Werken dominiert – Privat-Teams verloren schnell an Boden. Lediglich in Hockenheim und auf der AVUS schaffte Grohs den Sprung aufs Podest. In den folgenden zwei Saisons ging der sportliche Abstieg weiter, so dass Grohs nach der Saison 1990 die DTM verließ.
Grohs bestritt insgesamt mehr als 60 24-Stunden-Rennen. Er ist nach wie vor im Motorsport aktiv. Im Mai 2013 nahm er mit Friedrich von Bohlen und  Markus Oestreich für das Team Schirra Motoring mit einem Mini am 24-Stunden-Rennen auf dem Nürburgring teil. Am Ende des Rennens war das Team nicht klassifiziert.
In Zusammenarbeit mit BMW Motorsport nahm er zum 30. Mal 2015 am 24-Stunden-Rennen auf dem Nürburgring teil, diesmal für das Team „Walkenhorst Motorsport powered by Dunlop“ auf einem BMW 235i Racing. Trotz eines insgesamt turbulenten Rennverlaufs erreichte Grohs zusammen mit seinen Rennfahrerkollegen Bernd Ostmann, Christian Gebhardt und Victor Bouveng Rang 42 im Gesamtklassement und Rang 1 in ihrer eigenen Klasse SP 8T (allerdings bei nur drei Startern in dieser Klasse).

## Privates
Harald Grohs ist seit 2004 mit Angelika Langner verheiratet, der früheren Lebensgefährtin des 1985 tödlich verunglückten Stefan Bellof.

## Statistik

### Le-Mans-Ergebnisse
| Jahr | Team                   | Fahrzeug              | Teamkollege        | Teamkollege          | Platzierung            | Ausfallgrund    |
| ---- | ---------------------- | --------------------- | ------------------ | -------------------- | ---------------------- | --------------- |
| 1976 | BMW Motorsport GmbH    | BMW 3.0CSL            | Sam Posey          | Hughes de Fierlant   | Rang 10                |                 |
| 1979 | Gelo Racing Sportswear | Porsche 935           | John Fitzpatrick   | Jean-Louis Lafosse   | Ausfall                | Motorschaden    |
| 1980 | Vegla Racing Team      | Porsche 935           | Dieter Schornstein | Götz von Tschirnhaus | Rang 8 und Klassensieg |                 |
| 1981 | Vegla Racing Team      | Porsche 935K2/80      | Dieter Schornstein | Götz von Tschirnhaus | Rang 10                |                 |
| 1985 | Claude Haldi           | BMW M1                | Altfrid Heger      | Kurt König           | Ausfall                | Getriebeschaden |
| 1988 | Porsche Kremer Racing  | Porsche 962C          | Kris Nissen        | George Fouché        | Rang 8                 |                 |
| 1989 | Repsol Brun Motorsport | Porsche 962C          | Akahiko Nakaya     | Sarel van der Merwe  | Ausfall                | Lichtmaschine   |
| 1990 | Obermeier Racing       | Porsche 962C          | Marc Duez          | Jürgen Oppermann     | Ausfall                | Getriebeschaden |
| 1993 | Team Paduwa            | Porsche Carrera 2 Cup | Didier Theys       | Jean-Paul Libert     | Ausfall                | Motor überhitzt |
| 1998 | CJ Motorsport          | Porsche 911 GT2       | John Morton        | John Graham          | Ausfall                | Unfall          |

### Sebring-Ergebnisse
| Jahr | Team                  | Fahrzeug       | Teamkollege    | Teamkollege    | Platzierung | Ausfallgrund |
| ---- | --------------------- | -------------- | -------------- | -------------- | ----------- | ------------ |
| 1981 | Andial Meister Racing | Porsche 935M16 | Howard Meister | Rolf Stommelen | Rang 4      |              |

### Einzelergebnisse in der Sportwagen-Weltmeisterschaft
| Saison | Team                                       | Rennwagen                | 1   | 2   | 3   | 4   | 5   | 6   | 7   | 8   | 9   | 10  | 11  | 12  | 13  | 14  | 15  | 16  | 17  |
| ------ | ------------------------------------------ | ------------------------ | --- | --- | --- | --- | --- | --- | --- | --- | --- | --- | --- | --- | --- | --- | --- | --- | --- |
| 1976   | BMW Alpina                                 | BMW 3.5 CSL BMW 3.0 CSL  | MUG | VAL | NÜR | MON | SIL | IMO | NÜR | ZEL | PER | WAT | MOS | DIJ | DIJ | SAL |     |     |     |
| 1976   | BMW Alpina                                 | BMW 3.5 CSL BMW 3.0 CSL  | 10  | 2   |     |     | 4   |     | DNF | DNF |     |     |     | 12  |     |     |     |     |     |
| 1977   | BMW Faltz                                  | BMW320                   | DAY | MUG | DIJ | MON | SIL | NÜR | VAL | PER | WAT | EST | LEC | MOS | IMO | SAL | BRH | HOK | VAL |
| 1977   | BMW Faltz                                  | BMW320                   |     |     |     |     |     | DNF |     |     |     |     |     |     |     |     |     | DNF |     |
| 1978   | BMW Belgium BMW Faltz                      | BMW320                   | DAY | SEB | MUG | TAL | DIJ | SIL | NÜR | LEM | MIS | DAY | WAT | VAL | ROD |     |     |     |     |
| 1978   | BMW Belgium BMW Faltz                      | BMW320                   |     |     | 10  |     | 13  | 3   | 9   |     | 4   |     | 9   | DNF |     |     |     |     |     |
| 1979   | Zakspeed Gelo Racing                       | Lotus Europa Porsche 935 | DAY | SEB | MUG | TAL | DIJ | RIV | SIL | NÜR | LEM | PER | DAY | WAT | SPA | BRH | ROA | VAL | ELS |
| 1979   | Zakspeed Gelo Racing                       | Lotus Europa Porsche 935 |     |     |     |     |     |     |     | DNF | DNF |     |     |     |     |     |     |     |     |
| 1980   | Vegla Racing Andial Racing                 | Porsche 935              | DAY | BRH | SEB | MUG | MON | RIV | SIL | NÜR | LEM | DAY | WAT | SPA | MOS | ROA | VAL | DIJ |     |
| 1980   | Vegla Racing Andial Racing                 | Porsche 935              |     | 7   |     |     | 4   |     | 5   | 7   | 8   |     | 11  |     |     |     |     |     |     |
| 1981   | Andial Racing Vegla Racing                 | Porsche 935              | DAY | SEB | MUG | MON | RIV | SIL | NÜR | LEM | PER | DAY | WAT | SPA | MOS | ROA | BRH |     |     |
| 1981   | Andial Racing Vegla Racing                 | Porsche 935              | DNF | 4   | DNF |     | 1   | 7   | 10  |     |     |     |     |     | 1   | 1   | 6   |     |     |
| 1982   | Joest Racing Claude Haldi Kannacher GT URD | Porsche 935 URD C81      | MON | SIL | NÜR | LEM | SPA | MUG | FUJ | BRH |     |     |     |     |     |     |     |     |     |
| 1982   | Joest Racing Claude Haldi Kannacher GT URD | Porsche 935 URD C81      |     | 12  | DNF |     | DNF |     |     | 13  |     |     |     |     |     |     |     |     |     |
| 1983   | Obermaier Racing Brun Motorsport           | Porsche 956 BMW M1       | MON | SIL | NÜR | LEM | SPA | FUJ | KYA |     |     |     |     |     |     |     |     |     |     |
| 1983   | Obermaier Racing Brun Motorsport           | Porsche 956 BMW M1       |     | 4   | DNF |     | 4   |     | DNF |     |     |     |     |     |     |     |     |     |     |
| 1984   | Brun Motorsport                            | Porsche 956              | MON | SIL | LEM | NÜR | BRH | MOS | SPA | IMO | FUJ | KYA | SAN |     |     |     |     |     |     |
| 1984   | Brun Motorsport                            | Porsche 956              | 4   |     |     | DNF | 5   |     | 3   | 6   |     |     |     |     |     |     |     |     |     |
| 1985   | Vogelsang                                  | BMW M1                   | MUG | MON | SIL | LEM | HOK | MOS | SPA | BRH | FUJ | SEL |     |     |     |     |     |     |     |
| 1985   | Vogelsang                                  | BMW M1                   |     |     |     | DNF | 15  |     |     |     |     |     |     |     |     |     |     |     |     |
| 1986   | Obermaier Racing Joest Racing              | Porsche 956              | MON | SIL | LEM | NÜN | BRH | JER | NÜR | SPA | FUJ |     |     |     |     |     |     |     |     |
| 1986   | Obermaier Racing Joest Racing              | Porsche 956              |     |     |     |     |     |     | 4   |     | 5   |     |     |     |     |     |     |     |     |
| 1987   | Dauer Racing Joest Racing                  | Porsche 962              | JAR | JER | MON | SIL | LEM | NÜN | BRH | NÜR | SPA | FUJ |     |     |     |     |     |     |     |
| 1987   | Dauer Racing Joest Racing                  | Porsche 962              |     |     |     |     |     |     |     | 8   |     | DNF |     |     |     |     |     |     |     |
| 1988   | Kremer Racing Joest Racing                 | Porsche 962              | JER | JAR | MON | SIL | LEM | BRÜ | BRH | NÜR | SPA | FUJ | SAN |     |     |     |     |     |     |
| 1988   | Kremer Racing Joest Racing                 | Porsche 962              |     |     |     |     | 8   |     |     |     |     | DNF |     |     |     |     |     |     |     |
| 1989   | Obermaier Racing                           | Porsche 962              | SUZ | DIJ | JAR | BRH | NÜR | DON | SPA | MEX |     |     |     |     |     |     |     |     |     |
| 1989   | Obermaier Racing                           | Porsche 962              | 10  |     |     |     |     |     |     |     |     |     |     |     |     |     |     |     |     |
| 1990   | Obermaier Racing                           | Porsche 962              | SUZ | MON | SIL | SPA | DIJ | NÜR | DON | MOT | MEX |     |     |     |     |     |     |     |     |
| 1990   | Obermaier Racing                           | Porsche 962              | DNF | 15  | 10  | DNF | DNF | 17  | 13  | 10  | 9   |     |     |     |     |     |     |     |     |